# سامبگو بانگورا
سامبگو بانگورا (انگلیسی: Sambégou Bangoura؛ زادهٔ ۳ آوریل ۱۹۸۲) بازیکن فوتبال اهل گینه بود.
از باشگاه‌هایی که در آن بازی کرده است می‌توان به باشگاه فوتبال لوکرن اوست والاندرن، باشگاه فوتبال استوک سیتی، باشگاه فوتبال پانسرایکوش، باشگاه فوتبال استاندارد لیژ، باشگاه فوتبال الاهلی، باشگاه فوتبال کادیس، باشگاه فوتبال الاهلی طرابلس، و باشگاه فوتبال بوآویشتا اشاره کرد.
وی همچنین در تیم ملی فوتبال گینه بازی کرده است.